# Lars-Christer Karlsson
Lars-Christer Karlsson, född 29 september 1954 i Uddevalla, död 23 november 2022 i Ystad, var en svensk skådespelare. Han spelade rollen som Tomas i TV-serien Svenska hjärtan.

## Karriär
Som barn hade Karlsson journalistdrömmar, främst ville han bli utrikeskorrespontent.. Som ett alternativ sökte han till Teaterhögskolan i Göteborg, men kom inte in. Antagningsprovet fick upp hans ögon för teatern, och människorna där, och han sökte till scenskolan ännu en gång, denna gång i Malmö, och kom in. 
Lars-Christer Karlsson utexaminerades från Statens scenskola i Malmö 1976.
Tillsammans med Bror Tommy Borgström, som han lärt känna vid Scenskolan, startade Karlsson 1979 upp Wästswänska teatern, och var verksam där fram till nedläggningen 1986. Därefter gick Karlsson kurser på Dramatiska Institutet och började skriva pjäser. Carin Mannheimer erbjöd honom rollen som Tomas i Svenska hjärtan, som han spelade i 15 avsnitt. I mitten av 1990-talet började han återigen samarbeta med Bror Tommy Borgström, denna gång på Marsvinsholms slott i Ystad med Ystads Stående Teatersällskap. Han pendlade under lång tid mellan Göteborg och Ystad, men när dottern flyttade hemifrån 2001, så flyttade Karlsson till Ystad.
Karlsson talade, förutom svenska, även engelska, tyska, franska, danska och lite italienska och makedonska.

## Filmografi
- Svenska hjärtan 1987 - 1998.
- Enligt beslut 1988.